# Hadrophyes
Hadrophyes is een geslacht van wantsen uit de familie van de Miridae (Blindwantsen). Het geslacht werd voor het eerst wetenschappelijk beschreven door Puton in 1874.

## Soorten
Het genus bevat de volgende soorten:

- Hadrophyes anubis Linnavuori, 2004
- Hadrophyes decipiens Linnavuori, 1964
- Hadrophyes obscurella Wagner, 1971
- Hadrophyes sulphurella Fieber, 1874